# Орлово-Ивановка
Орлово-Ивановка находится в Шахтёрском районе Донецкой области. Под контролем Донецкой Народной Республики.

## География

#### Соседние населённые пункты по странам света
СЗ: Весёлая Долина
З: Малоорловка, Шевченко (Малоорловского сельсовета), Новоорловка
ЮЗ: город Кировское, Михайловка
Ю: Стожковское
С: Полевое, Данилово
СВ:  Кумшацкое, Димитрова
В: Стрюково
ЮВ: Петропавловка, Стожково, Красный Луч

## Население
Население по переписи 2001 года составляло 965 человек.

## Общие сведения
Код КОАТУУ — 1425286001. Телефонный код — 6255.

## Адрес местного совета
86231, Донецкая область, Шахтёрский р-н, с. Орлово-Ивановка, ул. Центральная